# T.38
T.38とは、「IPネットワーク上のリアルタイムグループ3ファクシミリ通信手順 (Procedures for real-time Group 3 facsimile communication over IP networks)」として、ITU-Tで1998年6月勧告された通信プロトコルである。音声のリアルタイム通信であるVoIPと同様に、FoIPとも呼ばれる。

## 概要
T.30の公衆交換電話網ファクシミリ間をT.38ゲートウェイで変換しインターネットプロトコルで中継するために定められた。2000年代より、T.38を直接送受信できるファクシミリ装置も製造されるようになった。
G3ファクシミリからの電話番号による発信をゲートウエイで中継するものが内線電話のIP網化に使用されている。また、ホスト名・IPアドレスで送信先指定するものが、業務用複合機やPCのファクシミリ送信ソフトウェアで利用可能である。2010年2月1日に、NGN網の電話番号でのFAXサービスのインプリメント仕様を、ソフトフロントが発表した。

## 通信方式
T.38対応装置間では、CNG信号・CED信号・画像信号をIFP (internet facsimile protocol)で定められた形式で、UDPもしくはTCPで中継する。また、網の遅延、パケット消失・間隔や順序の乱れを保障する処理が行なわれる。

### T.38ゲートウェイによるG3ファクシミリ間中継
1. G3ファクシミリから発信されたDTMFまたはダイヤルパルス信号を発信側ゲートウェイが解釈し、SIPサーバにIPアドレスを問い合わせて、着信先ゲートウェイに送信先電話番号を通知する。
2. 着信先ゲートウェイが送信先G3ファクシミリをDTMFまたはダイヤルパルスで呼び出し、送信先G3ファクシミリとの呼が確立する。
3. 発信元G3ファクシミリからのCNG信号をIFP (internet facsimile protocol) バケットで送信先G3ファクシミリへ中継する。
4. 送信先G3ファクシミリからのCED信号をIFP バケットで発信元G3ファクシミリへ中継する。
5. 発信元G3ファクシミリからのモデムによる画像信号をIFPで送信先G3ファクシミリへ中継し再びモデム信号とする。
6. 発信元または送信先が終話動作をすると呼を終わらせる。

## 関連するIETFのRFC
関連するIETFのRFCには、次のものがある。
- RFC 3362 Real-time Facsimile (T.38) - image/t38 MIME Sub-typeRegistration
- RFC 4612 Real-Time Facsimile (T.38) - audio/t38 MIME Sub-typeRegistration
- RFC 5347 Media Gateway Control Protocol Fax Package